# S/2007 (2004 PB108) 1
S/2007 (2004 PB108) 1, também escrito como S/2007 (2004 PB108) 1, é o objeto secundário do corpo celeste denominado de 2004 PB108. Ele é um objeto transnetuniano que tem cerca de 132 km de diâmetro e orbita o corpo primário a uma distância de 10 400 ± 84 km.

## Descoberta
S/2007 (2004 PB108) 1 foi descoberto no dia 04 de agosto de 2006 pelos astrônomos K. S. Noll, W. M. Grundy, S. D. Kern, H. F. Levison e D. C. Stephens através do Telescópio Espacial Hubble e sua descoberta foi anunciada em 03 de março de 2007.